# Johan Moritz av Nassau-Siegen

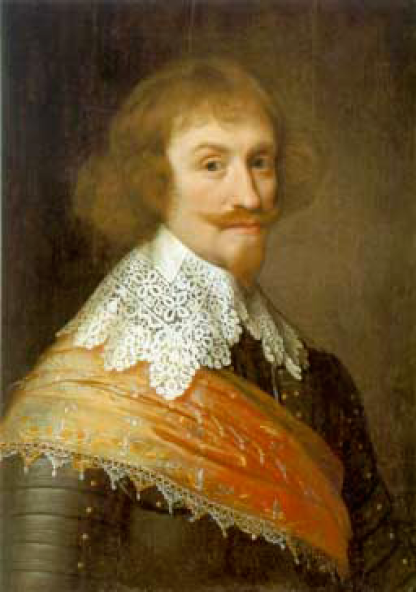
Johan Morits av Nassau-Siegen

Johan Moritz av Nassau-Siegen, född 1604 i Dillenburg, död 1679 på jaktslottet Berg en Dal nära Kleve, var en nederländsk krigare och kolonial administratör och kallades även "brasilianaren" eller "amerikanen". 

## Biografi
Han var son till Johan VII av Nassau-Siegen (1561–1623), högste befälhavare för svenska hären under kriget i Livland 1601–02.
Johan Morits vann tidigt ett aktat krigarnamn i Nederländerna, hävdade som nederländska Västindiska Kompaniets generalståthållare i Brasilien 1636–44 genom lyckliga krigiska och politiska åtgärder gentemot portugiserna det holländska väldet i detta land och hade sedermera höga befäl i Nederländerna. 1647 trädde han i brandenburgsk tjänst samt blev ståthållare över Kleve, Mark och Ravensberg, snart även över furstendömet Minden. 1652 blev han tysk riksfurste och valdes 1661 till Johanniterordens härmästare i Tyskland. Ännu vid 70 års ålder kämpade han i nederländska armén (i slaget vid Senef 1674).

## Eftermäle
Asteroiden 11238 Johanmaurits är uppkallad efter honom.